# Karl Sattler (Politiker, 1881)
Karl Sattler  (* 20. Oktober 1881 in Graz; † 13. Juni 1945 ebenda) war ein österreichischer Fabrikant und Politiker. Sattler war verheiratet und Abgeordneter zum Burgenländischen Landtag.
Sattler wurde als Sohn des August Sattler geboren. Sein Vater stammte aus Dresden, war Reisevertreter einer sächsischen Gummifabrik und gründete eine Fabrik bei Graz. Karl Sattler besuchte nach der Volksschule die Oberrealschule sowie die Technische Hochschule in Graz, an der er Maschinenbau studierte und 1903 sein Studium mit dem akademischen Grad Dipl. Ing. abschloss. Sattler war in der Folge als Fabrikant in Rudersdorf tätig und betrieb eine Leinenweberei. Er war ab 1937 Kammerrat der Burgenländischen Handels- und Gewerbekammer und vertrat den Stand „Bergbau und Industrie“ zwischen dem 11. November 1934 und dem 12. März 1938 im Ständischen Landtag des Burgenlandes. 